# 岡崎市立矢作南小学校
岡崎市立矢作南小学校（おかざきしりつ やはぎみなみしょうがっこう）は、愛知県岡崎市大和町にある公立小学校。

## 概要
1872年（明治5年）に創立した。
矢作西小学校（全域）と矢作東小学校（一部の区域）とともに、岡崎市立矢作中学校の学区を構成する。
| 調査日       | 児童数 | 通常学級 | 特別支援学級 | 出典  |
| ------------ | ------ | -------- | ------------ | ----- |
| 2013年4月8日 | 850人  | 25       | 2            | [ 1 ] |
| 2019年5月1日 | 836人  | 25       | 3            | [ 2 ] |
| 2020年5月1日 | 815人  | 24       | 4            | [ 3 ] |
| 2021年5月1日 | 813人  | 24       | 5            | [ 4 ] |
| 2022年5月1日 | 810人  | 24       | 5            | [ 5 ] |
| 2023年5月1日 | 815人  | 25       | 6            | [ 6 ] |

## 学区
| 町名 | 進学先     |
| --- | ---------- |
| 東本郷町、筒針町、東牧内町、上佐々木町、下佐々木町、昭和町、大和町、新堀町、富永町、島坂町、渡町（字大榎1番地～19番地7を除く。） | 矢作中学校 |

（2022年12月26日現在）

## 沿革
- 1872年（明治5年） - 桑子学校を創立。
- 1892年（明治25年） - 中郷尋常小学校に改称。
- 1908年（明治41年） - 中郷・渡・志賀須賀の3校を合併し、矢作第3尋常小学校に改称[8]。
- 1941年（昭和16年） - 国民学校令の施行により矢作町南国民学校に改称。
- 1947年（昭和22年） - 学校教育法の施行により矢作町立矢作南小学校に改称。
- 1955年（昭和30年） - 矢作町が岡崎市に編入され岡崎市立矢作南小学校に改称。
- 2008年（平成20年）11月 - 矢作南小学校開校100周年記念式典。

## 活動

### 行事
- 4月
  - 入学式・始業式・家庭訪問・不審者対応避難訓練・遠足・授業参観・体力テスト
- 5月
  - 運動会・資源回収
- 6月
  - 親子学級・児童引渡し訓練・プール開き
- 7月
  - 保護者懇談会・終業式・小学校球技大会・小学校水泳大会・プール開放
- 8月
- 9月
  - 始業式・避難訓練・夏休み作品展・自由参観・山の学習
- 10月
  - 小学校陸上競技会・きらり学区清掃活動・おかざきっ子展・修学旅行
- 11月
  - 資源回収・学芸会
- 12月
  - 保護者懇談会・終業式
- 1月
  - 始業式・書初め大会・授業参観
- 2月
  - 本多博士の日（本多光太郎）・感謝の会
- 3月
  - 保護者懇談会・卒業を祝う会・資源回収・卒業式・修了式

### 部活動
- ソフトボール部 （男・女）
- バレーボール部 （男・女）
- バスケットボール部 （男子）
- 水泳部 （男・女）
- ブラスバンド部
- 合唱部

## 著名な出身者
- 本多光太郎（物理学者、第1回文化勲章受章者、東北帝国大学総長）[9]
- 飛田武幸（数学者、名古屋大学理学部長）
- 杉浦正健（衆議院議員、弁護士）[10]
- 石川祐希（バレーボール選手）
- 石川真佑（バレーボール選手）
- 中根聡太（バレーボール選手）[11]

## 交通アクセス
- JR西岡崎駅より北東へ徒歩約5分
- 名鉄矢作橋駅から南へ5km